# Гарци, Луиджи
Луиджи Гарци, также Людовико Гарци (итал. Luigi Garzi, Ludovico Garzi; 1638, Пистоя, Тоскана — 1721, Рим) — итальянский живописец эпохи барокко.

## Биография
Луиджи Гарци родился в Пистое (Тоскана). В родном городе он посещал одновременно гимназию и рисовальную школу. Затем в очень молодом возрасте он отправился в Рим, где учился живописи у малоизвестного пейзажиста Саломона Боккали. После этого перешёл в школу Андреа Сакки, который способствовал направленности интересов ученика в области классического искусства, советовал ему изучить произведения Рафаэля, Доменикино, Никола Пуссена, Гвидо Рени, но отдавал предпочтение Джованни Ланфранко. Однако решающее влияние на Луиджи Гарци оказало творчество другого ученика Андреа Сакки — Карло Маратты.
В мае 1664 года Луиджи Гарци участвовал в конкурсе, проводимом Академией Святого Луки; он соревновался по классу живописи, получив вторую премию. В тот же год он был избран старостой (principe) Академии Маратты. В 1670 году Гарци присоединился к Академии Святого Луки и в 1682 году стал её директором.
В 1680 году Гарци был назначен регентом «Папской академии изящных искусств виртуозов Пантеона» (La Pontificia Insigne Accademia di Belle Arti e Letteratura dei Virtuosi al Pantheon).
В Риме Луиджи Гарци написал алтарную картину «Триумф Святой Екатерины и святых» для церкви Санта-Катерина-а-Маньянаполи (S. Caterina a Magnanapoli), а также картину «Святой Сильвестр совершает крещение Константина», портреты святых Петра и Павла для церкви Санта-Кроче-ин-Джерусалемме. В начале 1680-х годов Луиджи Гарци принял участие в росписи свода церкви Сан-Карло-аль-Корсо, написав «Аллегорию веры». Он также завершил фреску, изображающую Славу Вечного Отца (1686) для купола капеллы Чибо в церкви Санта-Мария-дель-Пополо. Он был одним из художников, которые внесли свой вклад в серию картин, изображающих события из классической мифологии, представленных в Палаццо Буонаккорси в Мачерате (Марке); его вклад — «Венера в кузнице Вулкана». Он также писал для церквей Сан-Сильвестро-ин-Капите и Кьеза-делле-Сакре-Стиммате-ди-Сан-Франческо (Церковь Святых Стигматов Святого Франциска) в Риме.
В Неаполе Гарци расписал потолок и несколько капелл церкви Санта-Катерина-а-Формьелло. Скончался в Риме.